# Basic Books
Basic Books é uma editora de livros fundada em 1950 e localizada em Nova Iorque, atualmente é uma subsidiária do Hachette Book Group. Publica livros nos campos da psicologia, filosofia, economia, ciência, política, sociologia, assuntos atuais e história.

## História
A Basic Books teve origem em um pequeno clube de leitura na Greenwich Village, Arthur Rosenthal assumiu o clube de leitura em 1950, e sob a sua propriedade começou logo a produzir livros originais, principalmente com o tema de ciências comportamentais. Os primeiros sucessos incluíram "The Life and Work of Sigmund Freud" de Ernest Jones, bem como obras de Claude Lévi-Strauss, Jean Piaget e Erik Erikson. Irving Kristol juntou-se à Basic Books em 1960, e ajudou a Basic Books a expandir-se para as ciências sociais. A Harper & Row comprou a empresa em 1969.
Em 1997, a HarperCollins anunciou que iria fundir a Basic Books no seu programa de publicações comerciais, fechando efetivamente a impressão e terminando a sua publicação de livros académicos sérios. Nesse mesmo ano, a Basic foi comprada pelo recém-criado Grupo Perseus Books. O negócio editorial da Perseus foi adquirido pela Hachette Book Group em 2016. Em 2018, a Seal Press tornou-se uma subsidiária da Basic.

## Autores
Os autores da editora Basic Book são:
- Stephon Alexander[6][6]
- Edward E. Baptist[7]
- H.W. Brands[8]
- Zbigniew Brzezinski[9]
- Iris Chang[10]
- Stephanie Coontz[11]
- Richard Dawkins[12]
- Andrea Dworkin[13]
- Michael Eric Dyson[14]
- Niall Ferguson[15]
- Richard Feynman[16]
- Richard Florida[17]
- Martin Ford[18]
- Howard Gardner[19]
- Jonathan Haidt[20]
- Victor Davis Hanson[21]
- Judith L. Herman[22]
- Christopher Hitchens[23]
- Douglas Hofstadter[24]
- Leszek Kolakowski[25]
- Kevin M. Kruse[26]
- Lawrence Lessig[27]
- Robert Nozick[28]
- Steven Pinker[29]
- Samantha Power[30]
- Eugene Rogan[31]
- Lee Smolin[32]
- Timothy Snyder[33]
- Tamler Sommers[34]
- Thomas Sowell[35]
- Ian Stewart[36]
- Beverly Daniel Tatum[37]
- Sherry Turkle[38]
- Eric Topol[39]
- Michael Walzer[40]
- Elizabeth Warren[41]
- George Weigel[42]
- Steven Weinberg[43]
- Frank Wilczek[44]
- Bee Wilson[45]
- Richard Wrangham[46]
- Irvin D. Yalom[47]